# Océlio de Medeiros
Océlio de Medeiros, (Xapuri, 9 de dezembro de 1917 – Brasília, 4 de março de 2008) foi um advogado, professor e político brasileiro, outrora deputado federal pelo Pará.

## Dados biográficos
Filho de João Filipe de Medeiros e Dulcinéia Duarte Cardoso de Medeiros. Trabalhou como balconista de loja antes de mudar-se para Belém, onde foi professor primário. Advogado formado na Universidade Federal do Rio de Janeiro em 1939, retornando ao Acre no ano seguinte, onde foi diretor de Educação e da Imprensa Oficial e professor de pedagogia e psicologia da Escola Normal antes de voltar ao Rio de Janeiro, então capital federal, e integrar-se ao Departamento Administrativo do Serviço Público (DASP), além de trabalhar como assistente administrativo na Câmara dos Deputados e auxiliar da Casa Civil da Presidência da República, neste último caso entre 1946 e 1958, além de consultor jurídico da Superintendência do Plano de Valorização Econômica da Amazônia.
Durante uma estadia em Nova York a serviço do governo brasileiro, estudou na Universidade de Nova York e na Universidade de Columbia, obtendo o título de Mestre em Administração Pública em 1954. Eleito deputado federal pelo PSD em 1958, figurou como primeiro suplente em 1962, sendo convocado a exercer o mandato.
Escritor e poeta, teve os direitos políticos suspensos por dez anos pelo Regime Militar de 1964 em 12 de junho de 1964, via Ato Institucional Número Um. Reintegrado como consultor jurídico e procurador do governo do Distrito Federal após a Lei da Anistia, em 1979, figurou entre os últimos colocados como candidato a deputado federal pelo PDS em 1982.